# Dolina Starorobociańska

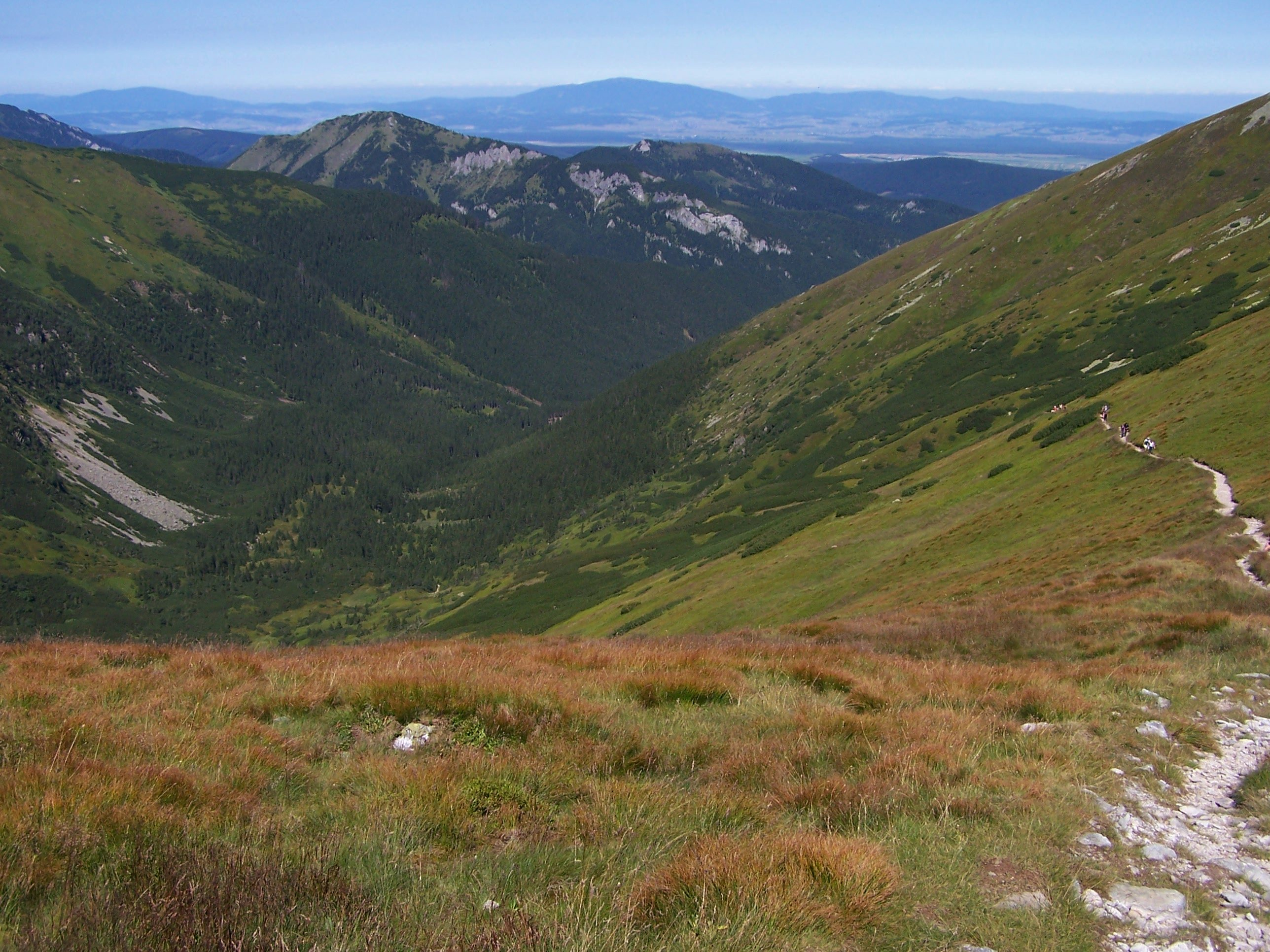
Dolina Starorobociańska. Z prawej strony ścieżka na Siwą Przełęcz, w głębi Bobrowiec i Hrubas

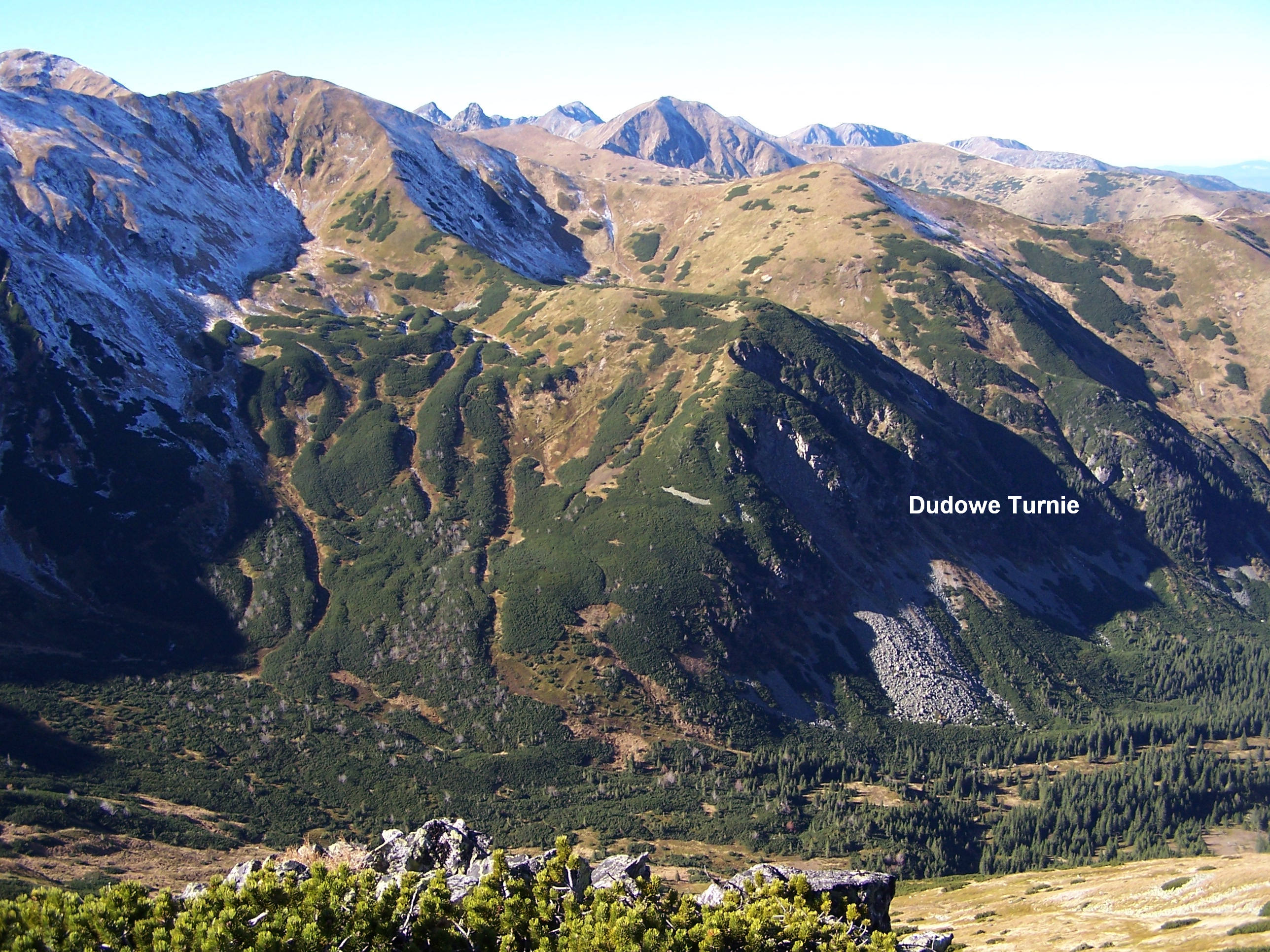
Starorobociańska Rówień i zachodnie zbocza doliny z Dudową Kotliną i Dudowymi Turniami

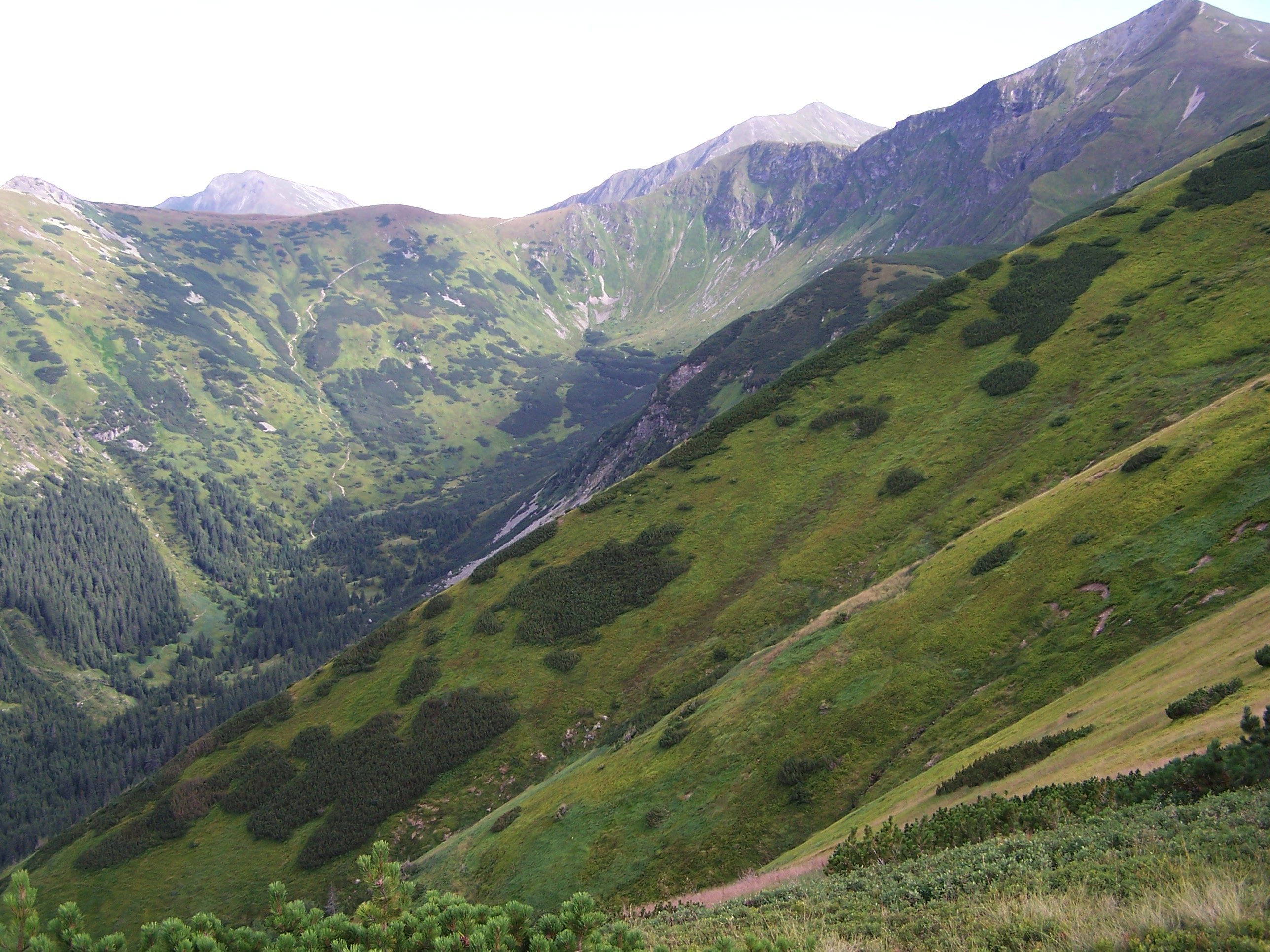
Górna część Doliny Starorobociańskiej

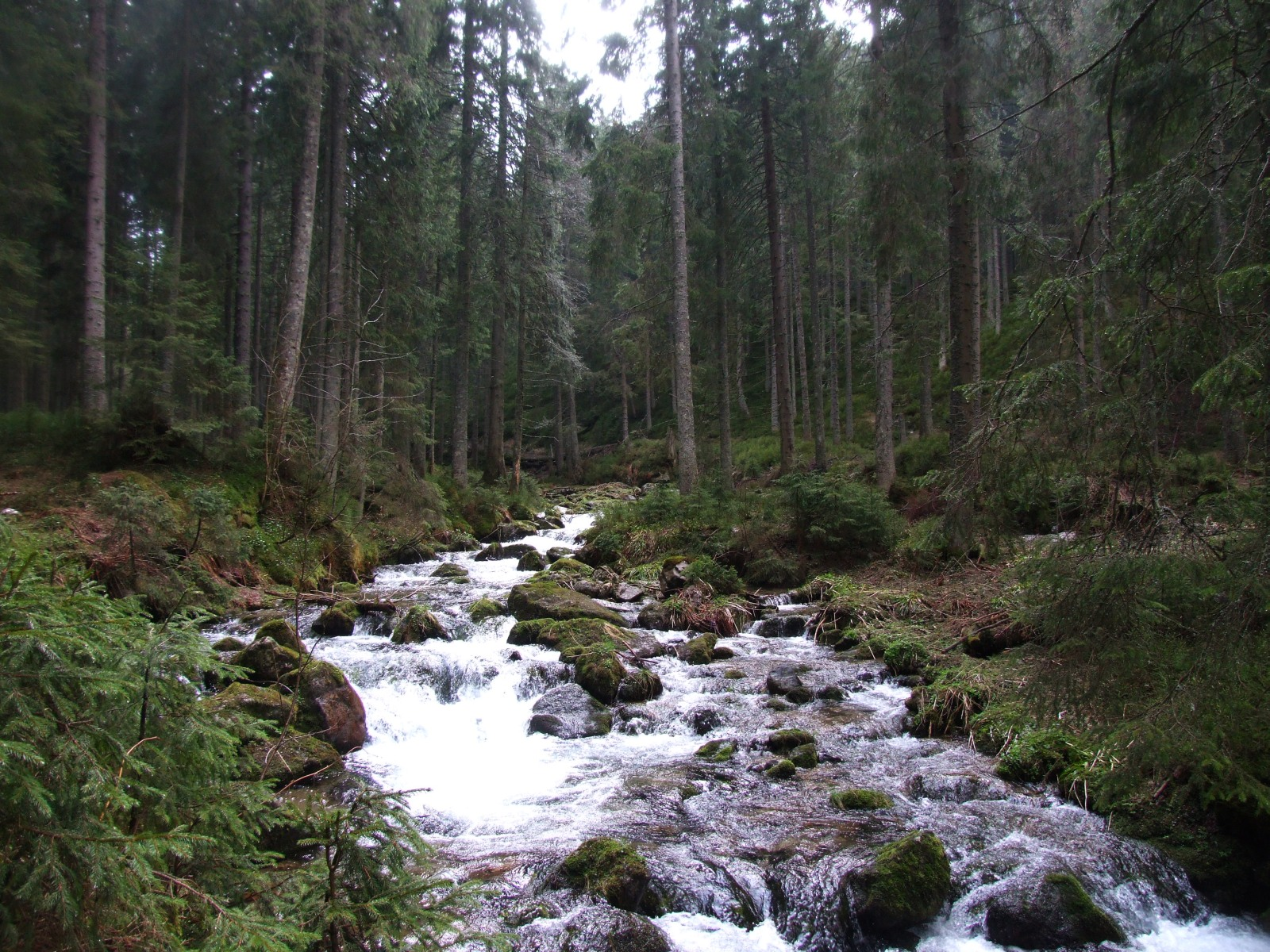
Starorobociański Potok

Dolina Starorobociańska (Dolina Starej Roboty) – największe, orograficznie prawe odgałęzienie Doliny Chochołowskiej w Tatrach Zachodnich.

## Topografia
Dolina rozpoczyna się na wysokości ok. 1035 m n.p.m. w miejscu ujścia Starorobociańskiego Potoku do Chochołowskiego Potoku, a górą podchodzi pod grań główną na odcinku od Kończystego Wierchu po Siwy Zwornik. Od zachodu ogranicza ją północna grań Kończystego Wierchu, od wschodu północna grań Siwego Zwornika. Dnem doliny płynie Starorobociański Potok. Dolina ma jedno odgałęzienie, jakim jest Dolina Iwaniacka. Do systemu Doliny Starorobociańskiej należy też dolina zawieszona, Dudowa Kotlina z Dudowymi Stawkami. Ze stromo podciętych ścian Dudowych Turni na zachodnich zboczach doliny spada Wielką Szczerbą wodospad odwadniający Dudowe Stawki. Dolina była zlodowacona, ma wyraźny U-kształtny przekrój i wały morenowe.

## Historia
Nazwa doliny pochodzi od starej roboty, czyli nieczynnych sztolni dawnej kopalni, która działała w Banistym Żlebie na zboczach Ornaku już w 1520 r., a być może nawet wcześniej. Była to jedna z najstarszych kopalni w polskich Tatrach. Wydobywano tu rudy antymonowo-miedziane z domieszką srebra (80 g w 100 kg rudy). Później eksploatowano także piryt. Pozostałością po kopalni są zawalone sztolnie, hałdy oddzielonego od rudy płonnego urobku i ślady po młynie do kruszenia rudy.
U wylotu doliny istniał budynek leśny, który w 1911 r. został przerobiony przez ZON (SN TT) na schronisko, głównie dla narciarzy. Nocował w nim m.in. Karol Szymanowski. Schronisko było jednak demolowane przez górali i ok. 1930 r. nie nadawało się już do użytku. W górnej części doliny na Starorobociańskiej Równi od 1938 r. istniało niewielkie prywatne schronisko. W czasie wojny było wykorzystywane przez partyzantów Armii Krajowej (oddział „Smrek” z zachodniego Podhala). W styczniu 1944 r. Niemcy zaatakowali zgrupowania partyzanckie w Dolinie Chochołowskiej i spalili schroniska, to w Dolinie Starorobociańskiej jednak ocalało. Po wojnie służyło za schronienie oddziałowi „Ognia” Józefa Kurasia walczącym z nowym komunistycznym reżimem. 7 grudnia 1946 r. stacjonujący tu oddział dowodzony przez Jana Kolasę „Powichra” został otoczony przez połączone oddziały UB i KBW. Zginęło podczas walki kilkunastu ludzi, 9 osób aresztowano, reszta rozproszyła się, natomiast budynek spłonął.
Dolina była dawniej wypasana, wchodziła w skład Hali Stara Robota. Należały do niej dwie polany: Dudówka i Starorobociańska Polana, a także pochyła Starorobociańska Rówień. Na Starorobociańskiej Polanie i na Starorobociańskiej Równi stały dawniej szałasy.

## Przyroda
Wskutek kilkuwiekowego wypasu znacznie przerzedzona kosodrzewina. Zbocze Ornaku jest w większości trawiaste, co powoduje schodzenie z niego lawin. W dolinie przebywają okresowo niedźwiedzie. Z rzadkich roślin stwierdzono występowanie mietlicy alpejskiej, w Polsce występującej tylko w Tatrach i to w nielicznych tylko miejscach.

## Szlaki turystyczne
z Doliny Chochołowskiej. Początkowo biegnie razem z czarnym, na Iwanówce oddziela się od niego i prowadzi przez Iwaniacką Przełęcz do schroniska na Hali Ornak. Czas przejścia: 2:20 h, z powrotem 2:25 h
 z Doliny Chochołowskiej, zaczynający się przy leśniczówce i prowadzący całą Doliną Starorobociańską przez Starorobociańską Polanę i Starorobociańską Rówień aż do Siwej Przełęczy. Czas przejścia: 2:30 h, ↓ 2 h